# (100524) 1997 CV5
(100524) 1997 CV5 es un asteroide perteneciente al cinturón de asteroides, descubierto el 6 de febrero de 1997 por el equipo del Observatorio Kleť desde el Observatorio Kleť, České Budějovice, República Checa.

## Designación y nombre
Designado provisionalmente como 1997 CV5.

## Características orbitales
1997 CV5 está situado a una distancia media del Sol de 2,580 ua, pudiendo alejarse hasta 3,106 ua y acercarse hasta 2,054 ua. Su excentricidad es 0,203 y la inclinación orbital 3,787 grados. Emplea 1514,16 días en completar una órbita alrededor del Sol.

## Características físicas
La magnitud absoluta de 1997 CV5 es 15,9. Tiene 3,310 km de diámetro y su albedo se estima en 0,061.